# Енциклопедія Львова
«Енциклопедія Львова» — перше в історії України енциклопедичне видання, головною темою якого є Львів — його історія, культура, мистецтво, наука, релігійне й соціально-економічне життя. Виходить у видавництві «Літопис».
Авторами енциклопедії є понад 200 фахівців-львовознавців, серед них — дослідники минулого міста, фахівці політичної, економічної, соціальної історії та історії культури, які працюють у вищих навчальних закладах, бібліотеках, архівах, музеях, театрах. Кожен із авторів ідентифікував статі власним підписом.
Станом на вересень 2023 року вийшли 4 томи енциклопедії, які містять понад 2000 сторінок і 2500 світлин (значний відсоток з яких публікується вперше). Велика частина ілюстрацій походить із збірок Львівської галереї мистецтв, Львівського історичного музею, Львівської наукової бібліотеки імені В. Стефаника НАН України, Центру досліджень визвольного руху, приватних колекцій.
З анотації до книги:

| До Енциклопедії увійшли біограми відомих осіб, які народилися, вчилися, якийсь час мешкали та працювали у Львові, померли й поховані тут. Окремі гасла присвячені бурґомістрам, президентам міста, губернаторам і намісникам Львівщини, керівникам держав (князям, королям, президентам та ін.), церковним ієрархам, видатним діячам культури та науки, які відвідували Львів й чия діяльність безпосередньо стосувалася розвитку міста. Видання вміщує інформацію про сучасних діячів культури, науки і спорту, актуальних керівників найбільших наукових і навчальних закладів міста. Окремі енциклопедичні гасла присвячені найвідомішим пам'яткам архітектури, вулицям та площам, пам'ятникам, унікальним експонатам, які зберігаються в музейних збірках Львова. Громадські та державні інституції представлено у виданні гаслами про навчальні та наукові заклади (університети, інститути, бібліотеки), установи культури (театри, музеї, галереї), пресові видання, мистецькі й наукові об'єднання тощо. Спеціальний тематичний блок становлять гасла, які висвітлюють реалії міського побуту матеріальної і духовної сфери, локальні вияви загальносвітових тенденцій розвитку культури, місцеві здобутки окремих галузей науки, перебіг у Львові найважливіших подій світової й української історії. |
Редакційна колегія:
- Андрій Козицький — кандидат історичних наук, доцент Львівського національного університету імені Івана Франка;
- Ігор Підкова (I том) — український історик.

Серед авторів фахівців-львовознавців:
- Юрій Бірюльов — кандидат мистецтвознавства;
- Юрій Смірнов;
- Ярослав Янчак;
- Іван Яремко.

## Учасники проекту
У роботі над енциклопедією беруть участь працівники:
- Львівського національного університету імені Івана Франка
- Українського католицького університету
- Львівського обласного об'єднання всеукраїнського товариства «Просвіта» імені Т. Шевченка
- Українського інституту національної пам'яті
- Центру досліджень визвольного руху
- Львівської державної музичної академії імені М. Лисенка
- Львівської національної академії мистецтв
- Інституту українознавства імені І. Крип'якевича НАН України
- Львівського державного університету фізичної культури
- Інституту народознавства НАН України
- Львівської наукової бібліотеки імені В. Стефаника НАН України
- Науково-технічної бібліотеки Національного університету «Львівська політехніка»
- Львівського історичного музею
- Львівської галереї мистецтв
- Національного музею у Львові імені Андрея Шептицького
- Музично-меморіального музею Соломії Крушельницької

## Нагороди
Книжка увійшла до 17 найкращих книг «XVII Форуму видавців» у Львові 2010 року (III том), 15 найкращих книг «XV Форуму видавців» у Львові 2008 року (II том) та отримала спеціальну відзнаку Президента «Форуму Видавців 2007» (I том).

## Рецензії
- Відкритий для світу // Львівська газета. — 16 вересня 2008.
- Енциклопедія, якої не було // Львівська газета. — 11 вересня 2007.
- «Енциклопедія Львова» отримала спеціальну відзнаку Форуму видавців // РадіоМан. — 14 вересня 2007.
- В'ячеслав Кириленко увійшов в історію, привітавши у Королівських залах творців «Енциклопедії Львова». zik.com.ua. ZIK. 15 вересня 2007. Архів оригіналу за 9 лютого 2009. Процитовано 15 січня 2022.
- Книга, що лікує від комплексів [Архівовано 15 січня 2022 у Wayback Machine.] // Львівська Пошта. — № 99 (983). — 2010. — 7 вересня.